# گایگر
گایگر یک نام خانوادگی آلمانی- سوئیسی است. اشخاص برجسته با این نام خانوادگی عبارتند از:
- اچ.آر. گیگر، هنرمند سوئیسی
- هانس گایگر، فیزیکدان آلمانی
- ویلهلم گایگر، زبانشناس آلمانی